# Diether V. (Katzenelnbogen)
Graf Diether V. von Katzenelnbogen († 13. Januar 1276) war Herrscher der Grafschaft Katzenelnbogen und Begründer der Älteren Linie derer von Katzenelnbogen. Ab 1260 teilte er sich die Grafschaft mit seinem Bruder Eberhard I., wobei er vermehrt Besitz in der Niedergrafschaft Katzenelnbogen hatte.

## Familie
Er war der Sohn von Graf Diether IV. von Katzenelnbogen und dessen Frau Hildegunde (ihre familiäre Herkunft ist umstritten).

Er regierte als erster Herr von Burg Rheinfels von 1245 bis 1276 und war in erster Ehe mit Agnes von Eberstein verheiratet. Um 1261 heiratete er mit Margaretha von Jülich, Tochter von Wilhelm IV. von Jülich zum zweiten Mal.
Diether V. hatte folgende Kinder:
- Elisabeth (* um 1262; † 1330), ⚭ 1277 Konrad III. von Weinsberg
- Wilhelm I. (* um 1270 ; † 1331), ⚭ 1284 Irmgard von Isenburg,  ⚭ 1314 Adelheid von Waldeck
- Diether VI. (* um 1273; † 1315 im Turnier), ⚭ vor 1308 Katharina von Kleve; er besaß einen Anteil an der Burg Sterrenberg. Ihr Enkel war Graf Heinrich II. von Sponheim-Bolanden († 1393), Begründer der Stadt Kirchheimbolanden.[3]
- Berthold (* um 1275; † 1316), Propst vom Stift St. Martin in Oberwesel
- Heilwig (* ? ; † ? ), ⚭ 1305 Bruno von Braunsberg (Wied)
- Agnes (* ? ; † ? ), Nonne Kloster Klarenthal

## Geschichte
In Zeit des sogenannten  Interregnums (1254–1273) nutzte Diether V. die Situation als unabhängiger Territorialherr für den Ausbau seiner Macht am Mittelrhein.
Da ihm die im Rheintal gelegene Burg in St. Goar nicht mehr genügte, um seinen linksrheinischen Herrschaftsbereich zu sichern, ließ er oberhalb dieser Stadt von 1245 an die Burg Rheinfels errichten. Der bei St. Goar eingeforderte Zoll bildete die Haupteinnahmequelle der Grafschaft Katzenelnbogen. Nach einer Erhöhung des Zolls, die den freien Handel beeinträchtigte, belagerte der rheinische Städtebund 1255/1256, ein Jahr und 14 Wochen lang, die Burg Rheinfels, um den Zoll abzuschaffen, doch Sieger blieb der Herrscher von Katzenelnbogen, trotz der 40 Angriffe der Belagerer.
1258 nahm Diether im Rahmen von Auseinandersetzungen um die Macht am Mittelrhein den Mainzer Erzbischof Gerhard I. von Dhaun gefangen, wofür der Papst ihn exkommunizierte. 1274 erhielt er die Absolution für dieses Vergehen, verbunden mit der Auflage einer Wallfahrt ins Heilige Land, die er auch ausführte.
1260 wurde die Grafschaft Katzenelnbogen zwischen Diether V. und seinem Bruder Eberhard I. geteilt: Diether V. stand fortan der Niedergrafschaft Katzenelnbogen und St. Goar mit Burg Rheinfels als Residenz der älteren Linie vor, während die Obergrafschaft um Darmstadt Graf Eberhard I., somit der jüngeren Linie, zugesprochen wurde. Diether V. hatte aber auch Besitz in der Obergrafschaft. So erhielt 1274 Zwingenberg, das ihm zugesprochen war, die Stadtrechte durch König Rudolf von Habsburg. Damit wurde Zwingenberg zur ältesten Stadt an der Bergstraße.
Auf Diether V. folgte dessen Sohn Wilhelm I. als Graf von Katzenelnbogen nach.